# 莒国故城
莒国故城，位于山东省日照市莒县县城城区，是中华人民共和国山东省文物保护单位之一。
1977年12月23日，授予山东省文物保护单位，是一座古遗址。